# Neotomodon alstoni
Neotomodon alstoni é uma espécie de roedor da família Cricetidae. É a única espécie do género Neotomodon.
Apenas pode ser encontrada no México.